# Lumignano
Lumignano è una frazione del comune italiano di Longare, in provincia di Vicenza.

## Storia
Il nome probabilmente deriva da Lumen Iani, luogo dove si trovava un tempio di Giano, o dai Lumi che recavano gli schiavi che andavano a lavorare nelle cave.

## Luoghi di interesse

### Architetture religiose

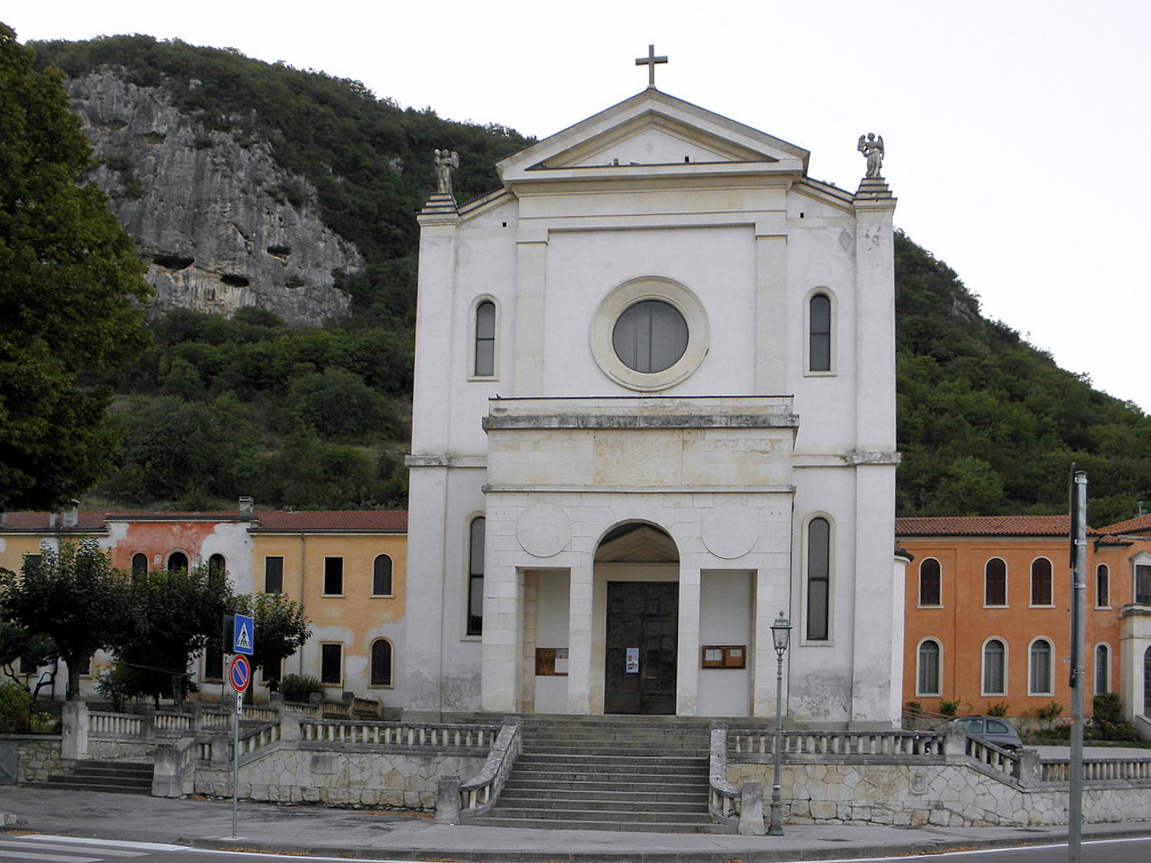
Chiesa nuova di San Maiolo

Chiese di San Maiolo 45.459907°N 11.587131°E
Di origine benedettina (Maiolo fu un abate cluniacense del X secolo proclamato santo), alla fine del XIll secolo la chiesa di San Maiolo esercitava funzioni parrocchiali, come è attestato nel Registro delle Rationes decimarum, e per un certo tempo fu anche Collegiata.
Radicalmente restaurata nel 1690, sull'altare maggiore fu collocato un tabernacolo di pietra. Nel Settecento fu allungato il presbiterio e alzate le pareti illuminando l'interno con finestre di gusto barocco. Nell'Ottocento furono rinvenuti gli affreschi trecenteschi rappresentanti la Madonna, San Mauro Abate, Sant'Antonio da Padova, San Sigismondo e San Cassiano.
Una nuova chiesa, più grande e rispondente alle esigenze dei parrocchiani, fu costruita un po' più ad est poco distante da quella antica, dalla quale furono prelevati gli altari barocchi per ricollocarli nella nuova. È un eclettico edificio caratterizzato da un'imponente e severa volumetria romanica nel corpo della navata, cui si addossano sulle fiancate i corpi minori delle cappelle e degli ingressi e sulla fronte, di impianto rinascimentale, un pronao dal sapore “littorio”.
Attualmente la chiesa antica è destinata a sala per riunioni, conferenze, mostre ed altre iniziative.
Chiesetta della Madonna delle nevi (Oratorio di Santa Maria della Neve) 45.463861°N 11.589883°E
L'edificio, situato alla fine di via La Vallà, nella valletta di San Cassiano, fu costruito nel Trecento; in seguito fu restaurato ed ampliato nel corso del Seicento, probabilmente dalla famiglia Dottori che all'epoca possedeva sia questa chiesetta che l'Eremo di San Cassiano.
Vi è custodita una preziosa scultura lignea quattrocentesca che conserva parte della policromia originale. L'altare maggiore è rivestito da un bel paliotto in legno e, a lato di esso, si trova un grazioso tabernacolo, entrambi del Cinquecento.

#### Eremo di san Cassiano

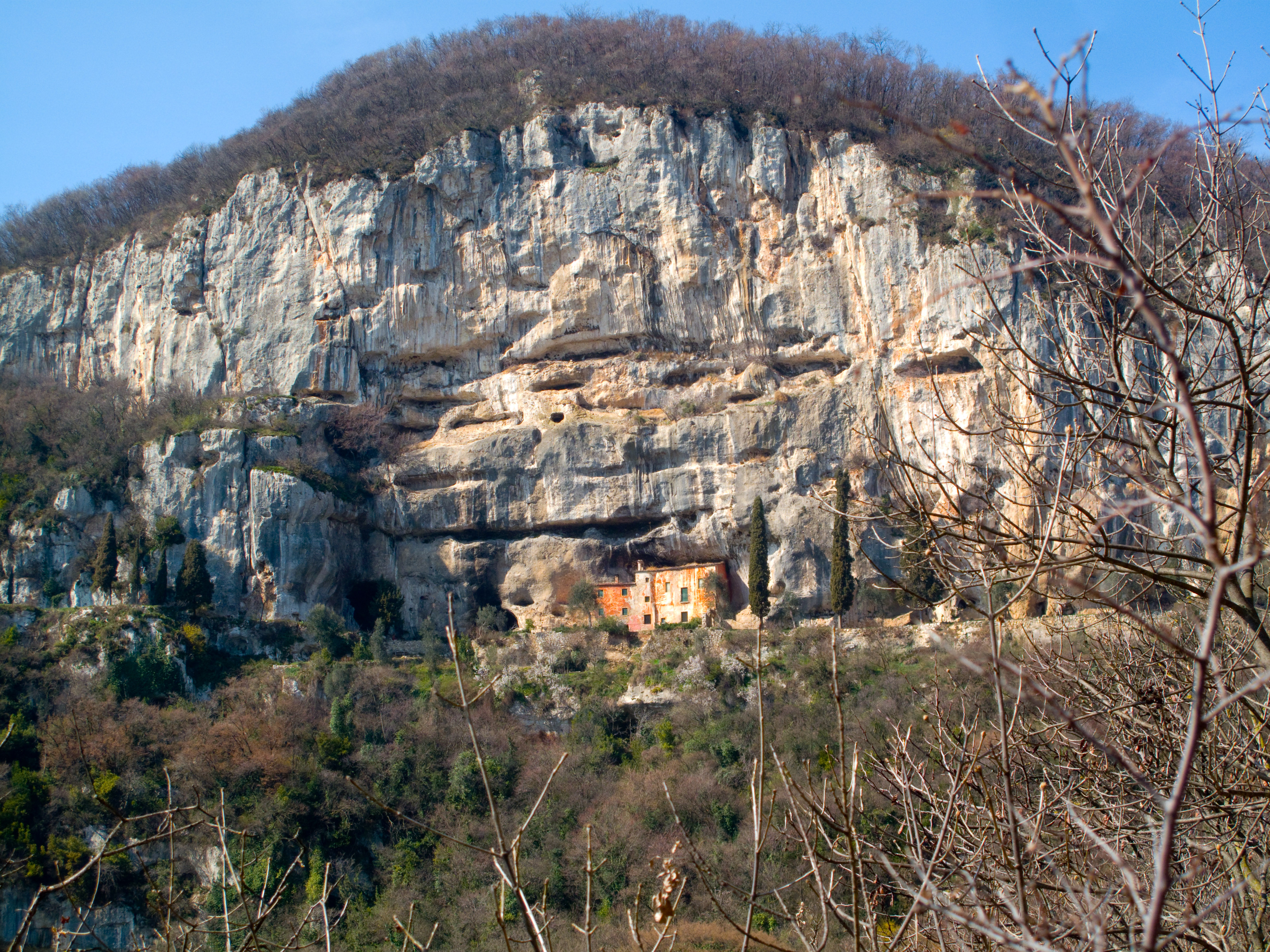
Eremo di San Cassiano incastonato nel Monte della Croce

Eremo di San Cassiano
Inserito nella parete rocciosa est del monte della Croce di Lumignano, è una costruzione che risale al XVII secolo, eretta inglobando i resti dell'antica chiesa di San Cassiano del VI-VII secolo che si trovava nell'odierna sala sul lato nord dell'edificio.
L'antica chiesa era costruita in corrispondenza di un covolo che fungeva da abside, chiuso da murature, le cui parti inferiori sono state messe in luce dallo scavo. Qui sono state scoperte tredici sepolture, scolpite nella roccia, dieci delle quali ancora visibili. Si distinguono fosse di forma rettangolare o trapezoidale, di forma ellittica e altre antropomorfe con un incavo dove era appoggiata la testa del defunto, databili ad un periodo compreso fra il V e il IX secolo. Sono state rinvenute anche delle iscrizioni incise su una lastra tombale, l'unica ritrovata in loco; altre sono scolpite direttamente sulla parete rocciosa da cui sono state ricavate le fosse.
La tradizione vuole che qui, nel X secolo, abbia trovato rifugio per qualche tempo Adelaide di Borgogna, imperatrice dei Franchi e regina d'Italia, sfuggita alla prigionia impostale da Berengario, quando nel 950 il re Lotario II, suo sposo, venne assassinato. Si narra anche che, finché visse, la regina riconoscente inviò doni ai penitenti che qui si ritiravano a pregare.
Il complesso divenne proprietà privata della famiglia padovana dei Dottori dal XVII secolo fino alla fine del XVIII, quando passò a Nicolò Leoni che nel 1825 lo cedette alla famiglia Da Schio, cui appartiene tuttora. L'edificio, è tenuto in gestione dal Club Speleologico Proteo APS di Vicenza.
Oratorio di San Gaetano
L'edificio seicentesco - situato nell'omonima via in località Casoni presso Ponte di Lumignano - conserva al suo interno alcuni affreschi, incorniciati da stucchi, databili al XVII secolo e due piccole grate in pietra.

### Ville

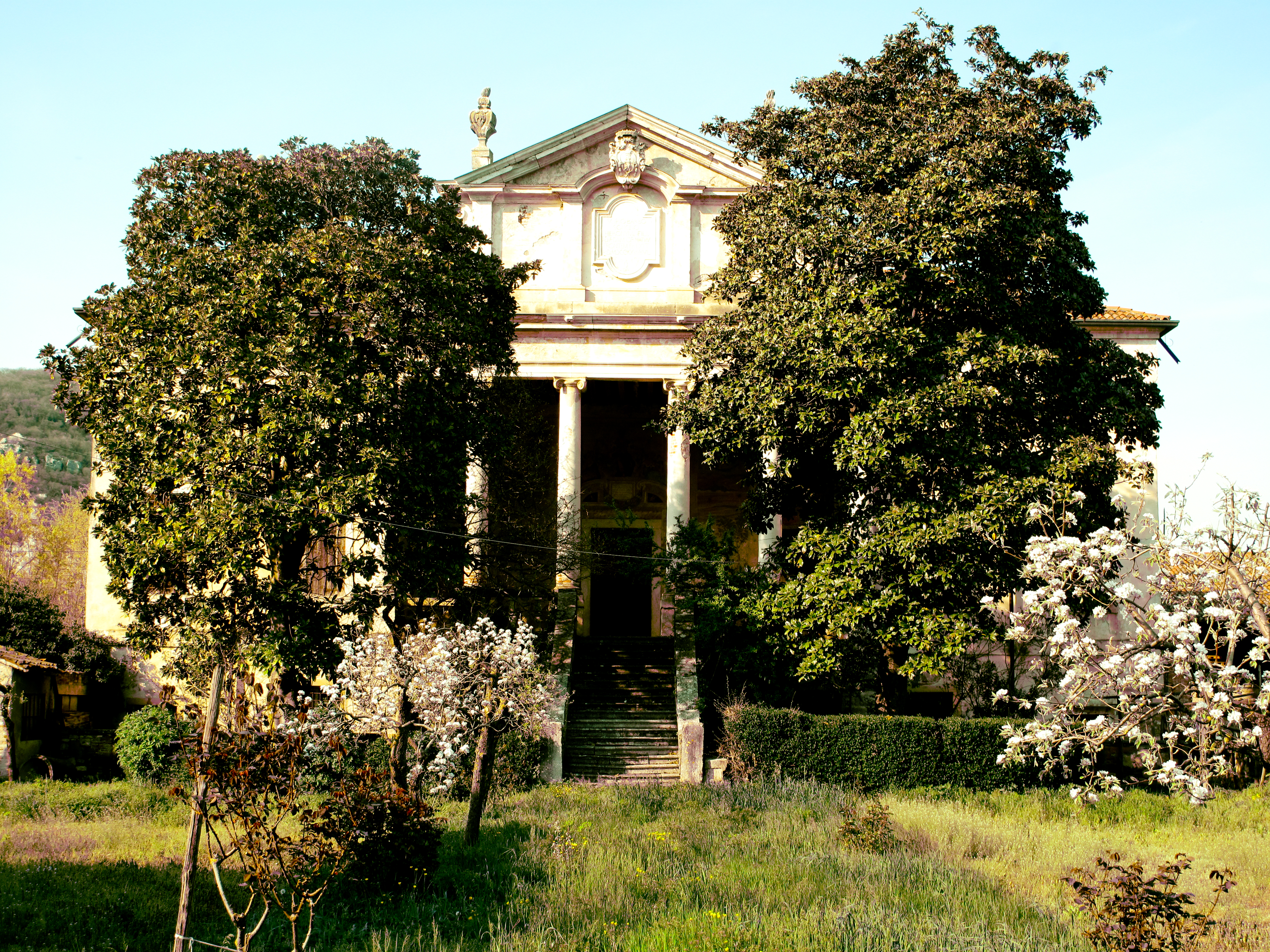
Villa Scaroni Dottori, detta Palazzo Bianco

#### Villa Soncino Scaroni Dottori, detta Palazzo Bianco
L'edificio - situato nell'omonima via presso il centro abitato- fu eretto nel Cinquecento dal padovano Alessandro Dottori, poi rinnovato ed ampliato nel 1716 da Scipione Soncino, come si legge nell'iscrizione al centro del frontone.
Il complesso è composto da tre edifici indipendenti. Quello centrale ha un'ampia loggia sormontata da timpano, mentre i corpi laterali sono a superficie piena con quattro aperture architravate in asse. Una scalinata a rampa unica, sostenuta da una struttura a volto, introduce alla loggia, le cui pareti sono interamente affrescate. Gli affreschi del 1587, secondo l'iscrizione dipinta sopra l'architrave d'ingresso, sono da attribuire al pittore padovano Girolamo Moro.

#### Cappella di San Teobaldo
Al 1716 risale anche la costruzione della cappella padronale adiacente dedicata a San Teobaldo, fatta costruire dal canonico padovano Annibale Barbo Soncino al posto di un edificio precedente, sempre dedicato al santo, che sorgeva nei pressi della chiesa di San Maiolo e che all'epoca fu demolito poiché stava andando in rovina a causa delle infiltrazioni della sorgente d'acqua posta di fronte alla chiesa.

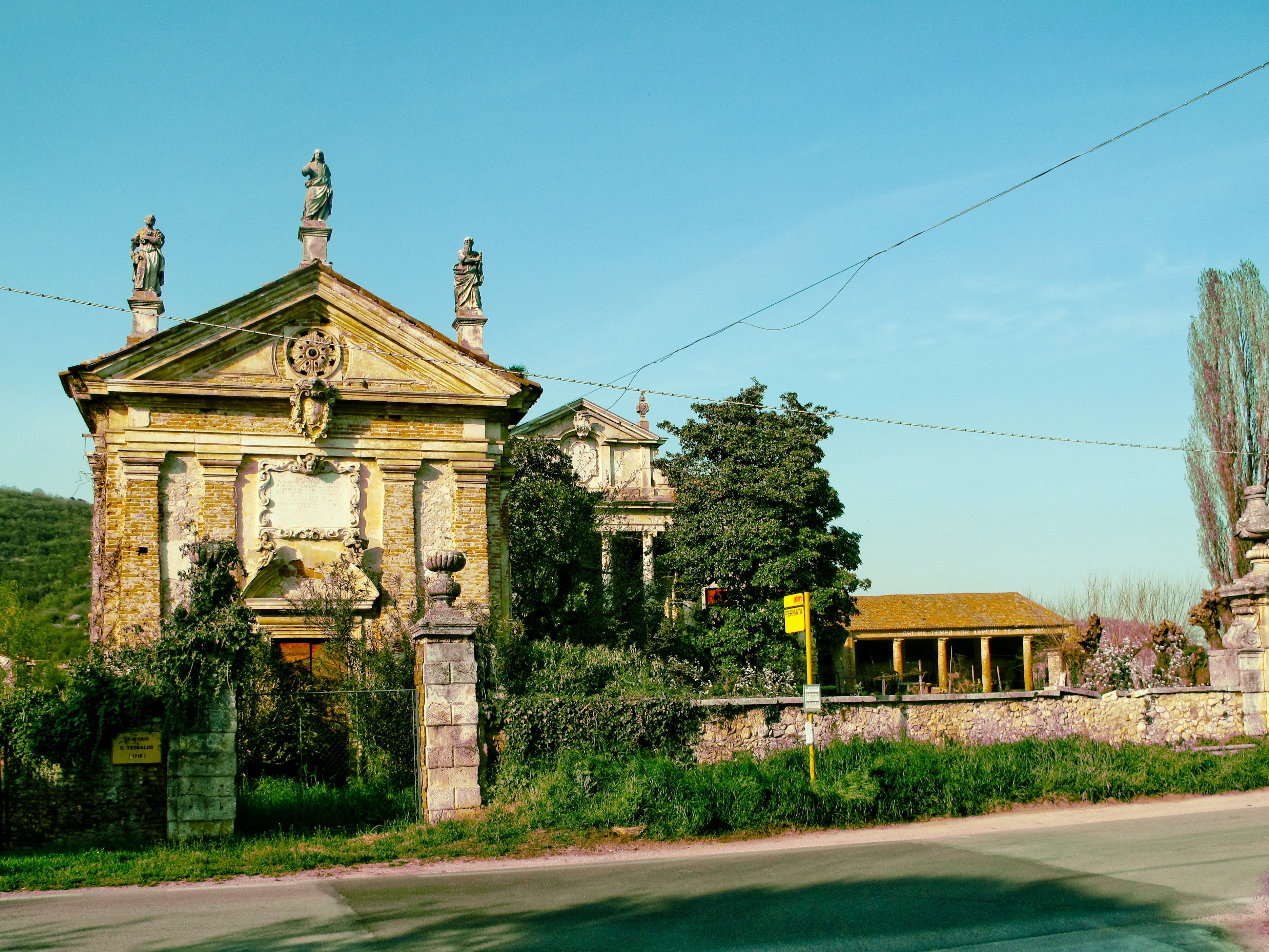
Cappella di San Teobaldo
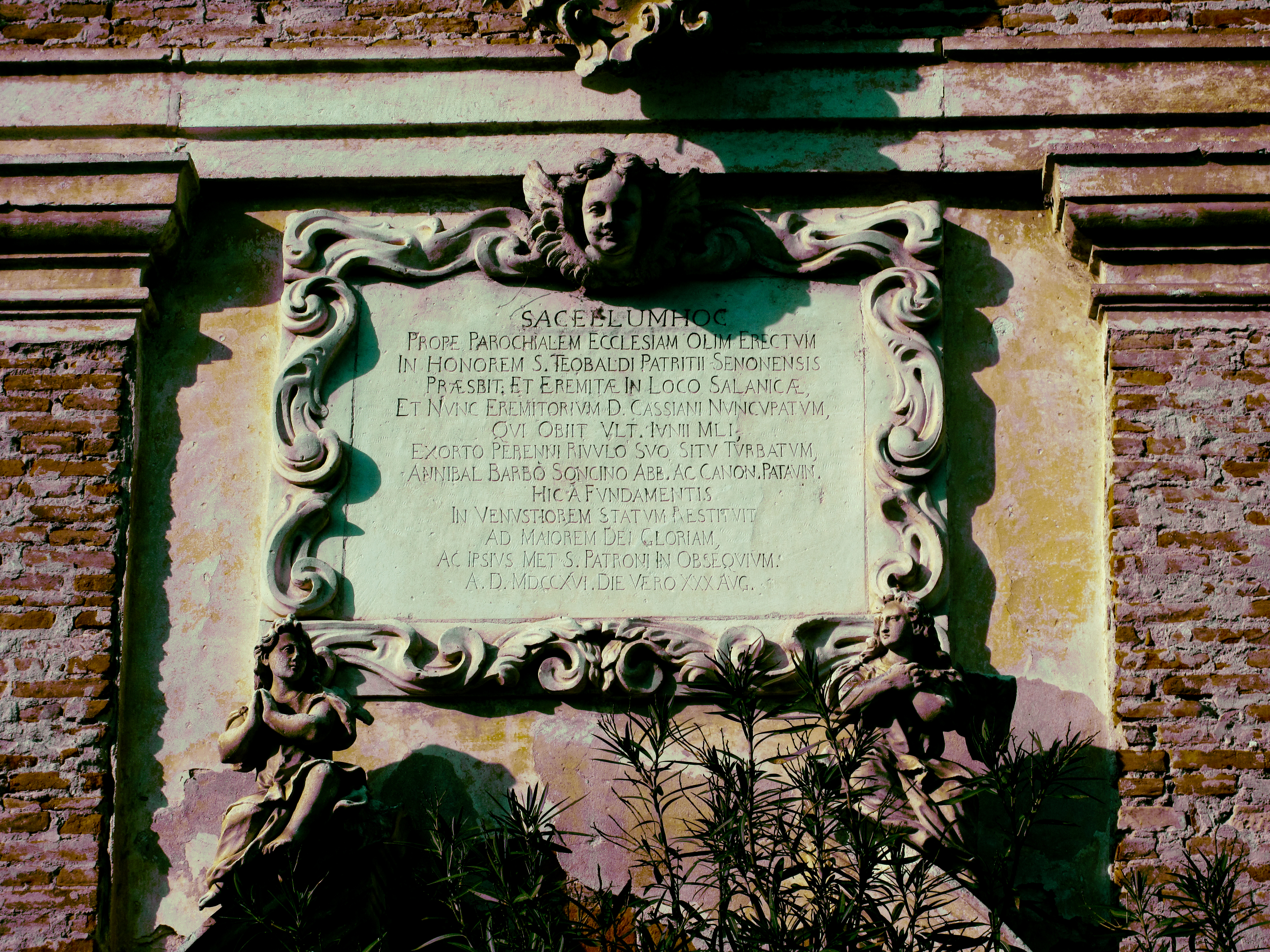
Cappella di San Teobaldo, lapide dedicatoria

#### Rustici Dottori Scaroni

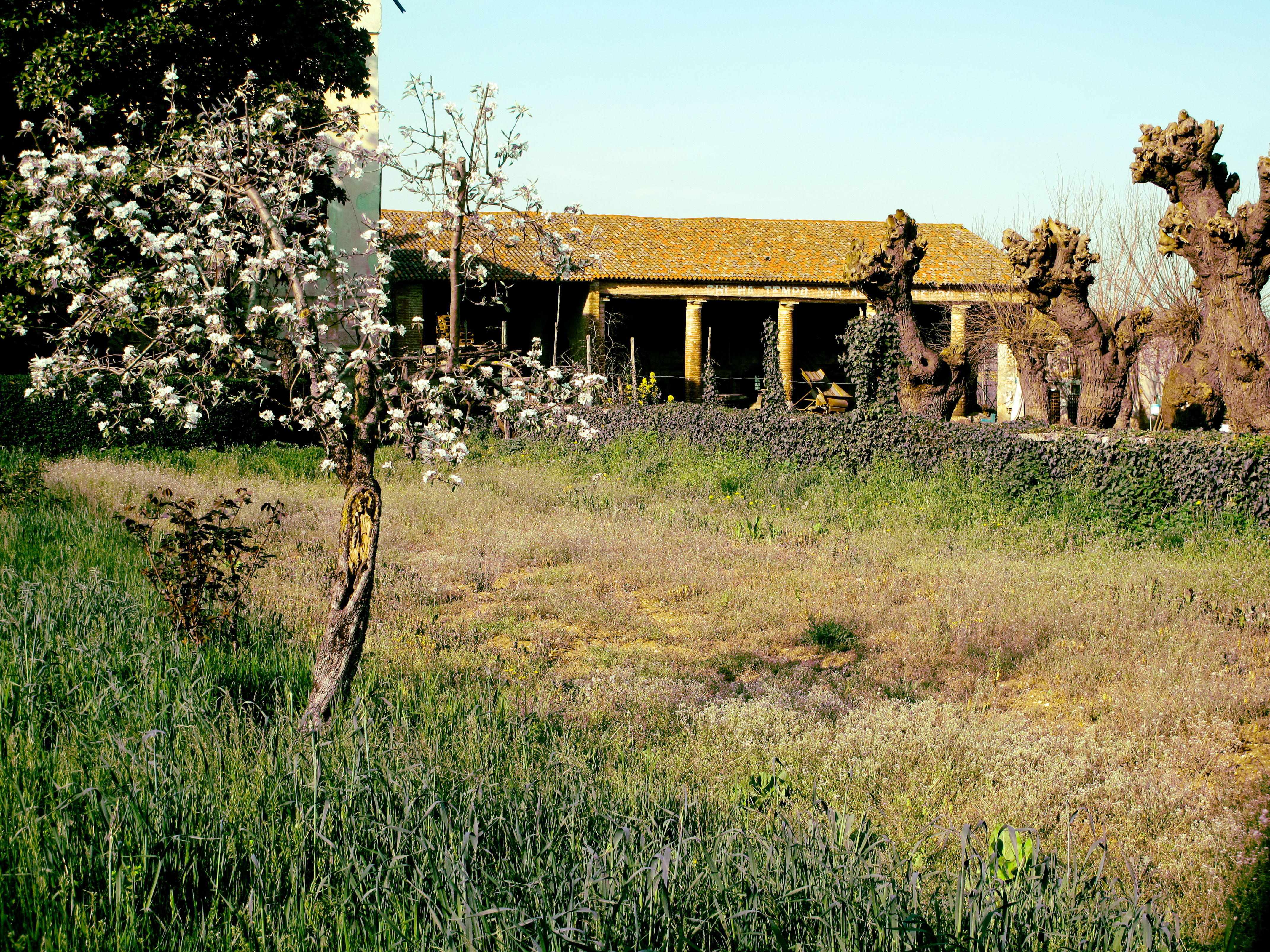
Barchesse della villa Scaroni Dottori

Voluminoso ed ordinato complesso, si trova nelle vicinanze dell'omonima villa, di cui divenne la corte rustica dopo l'acquisizione da parte della famiglia Dottori. Presenta una morfologia articolata in cui più corpi di fabbrica si dispongono ad "L" delimitando i lati nord e ovest di una grande corte centrale; un elegante portico quattrocentesco, formato da sei pilastrini decorati a rosoni - elementi scolpiti di fattura quattrocentesca - che sostengono archi a pieno centro, è quanto rimane di un più vasto complesso che la tradizione locale ha da sempre identificato come "il castello di Lumignano".

#### Villa Mazzoni Nizzetto
In posizione panoramica sopra un'altura circondata da un ampio parco, la villa è composta da un nucleo centrale e da una barchessa più bassa che chiude a nord un'ampia corte-giardino. Qualche anno fa è stata molto rimodernata, anche negli spazi ed arredi esterni.

#### Villa Zini, detta "Palazzo Rosso"
Imponente edificio del XVII secolo (45.453394°N 11.603366°E) - situato in località Casoni presso Ponte di Lumignano - presenta due fronti principali, uno verso il fiume e l'altro verso la corte e la campagna. Unico elemento decorativo una larga balaustra lapidea al centro della facciata.

### Altri luoghi di interesse storico e naturalistico

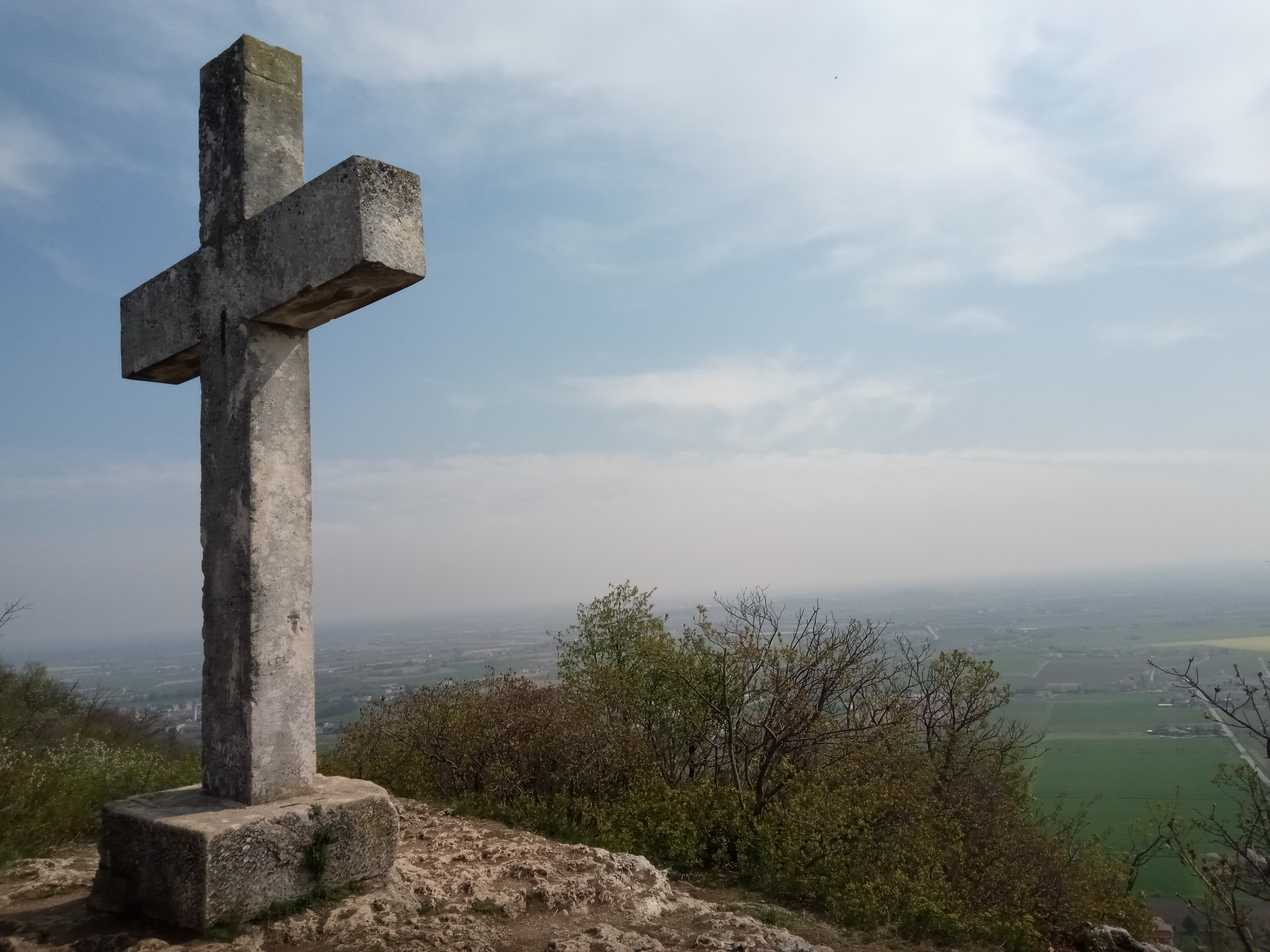
croce di Lumignano
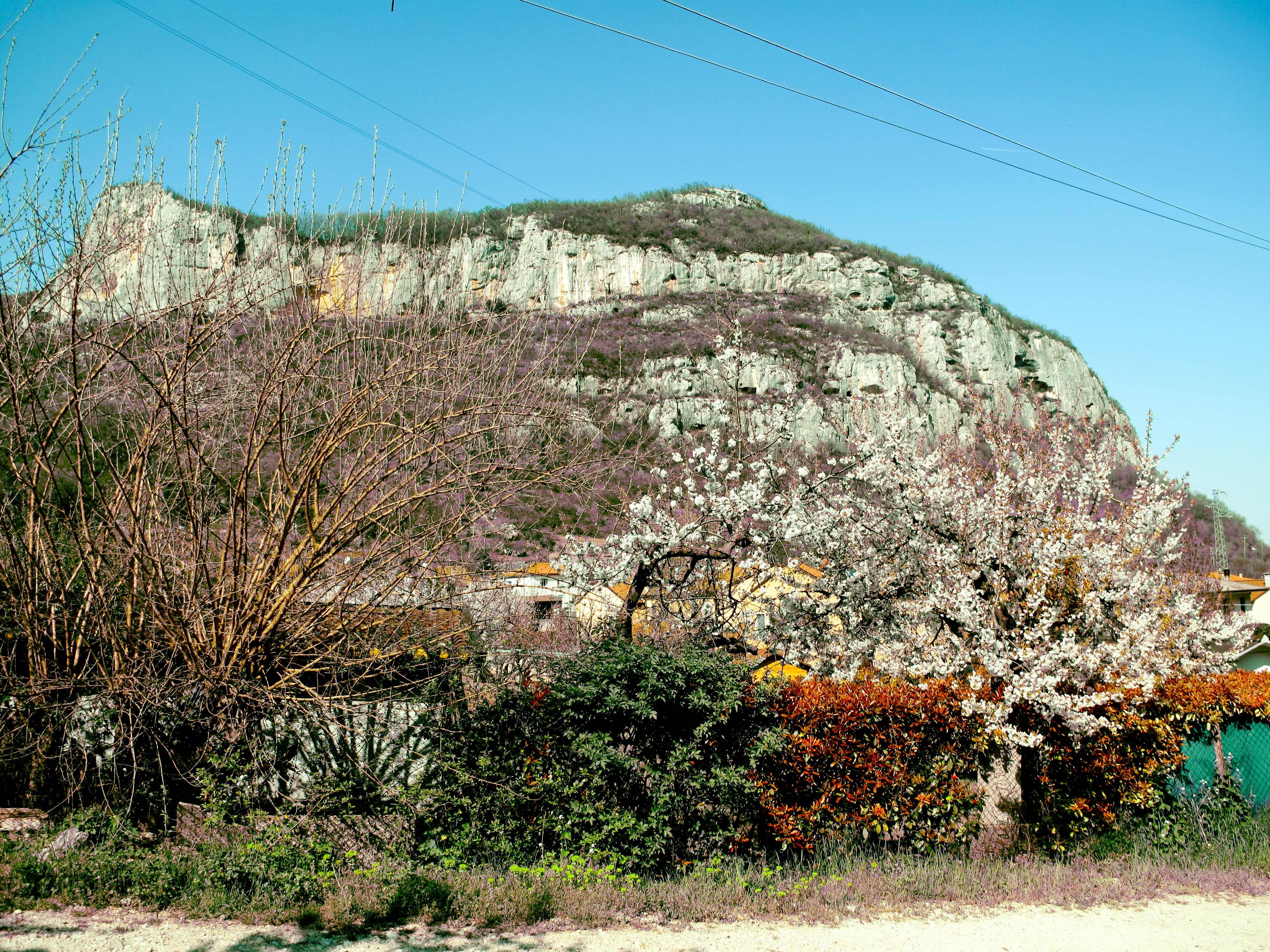
Lumignano ai piedi del Monte della Croce
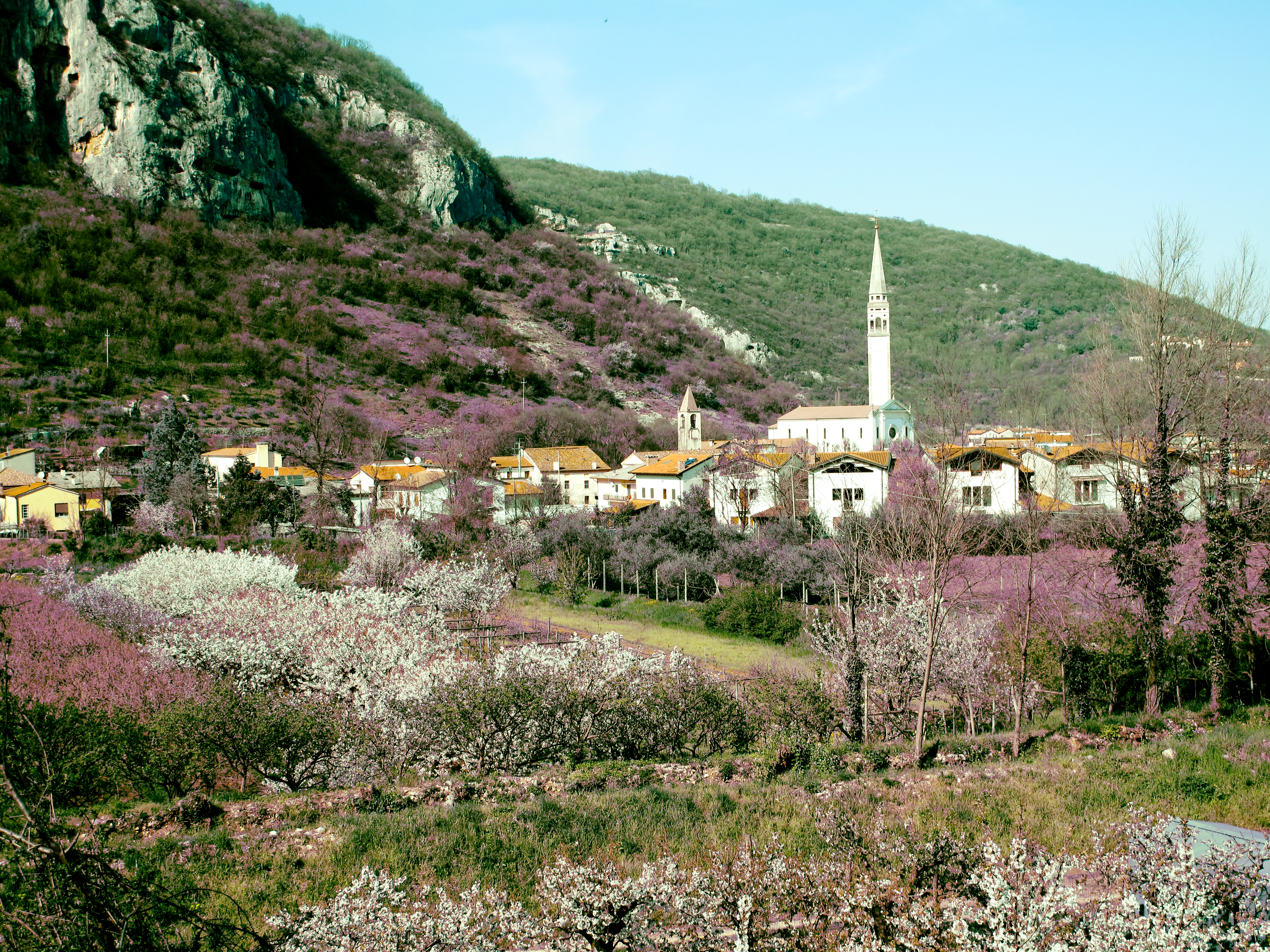
Ambiente di Lumignano in primavera
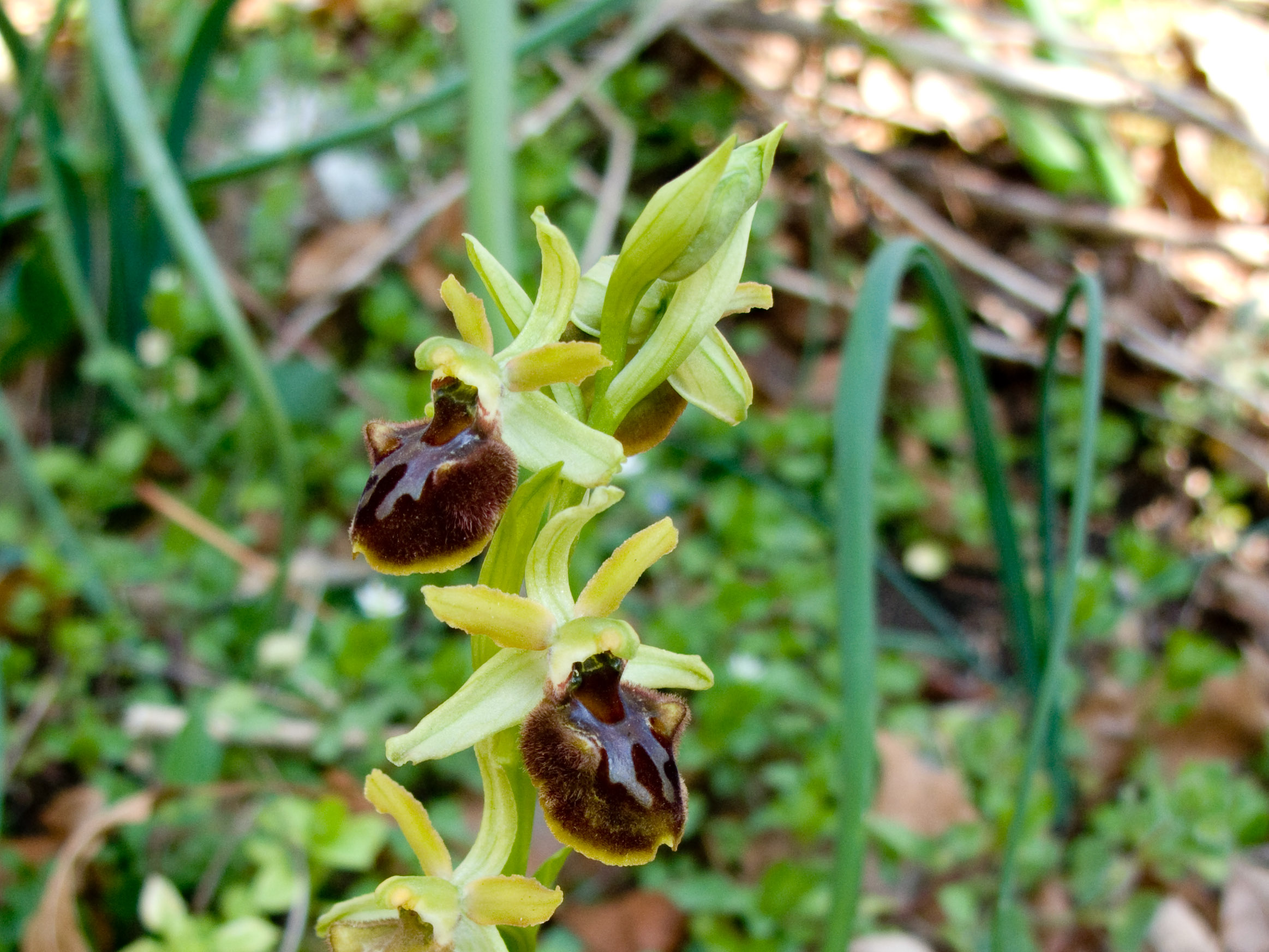
Orchidea selvatica detta Scarpetta della Madonna sulle colline di Lumignano

Scogliera e palestre di roccia
Le pareti della falesia che sovrasta la frazione e che anticamente era una scogliera corallina, sono ora utilizzate come palestra di roccia per gli scalatori. Vi sono state tracciate numerose vie, anche di notevole difficoltà.

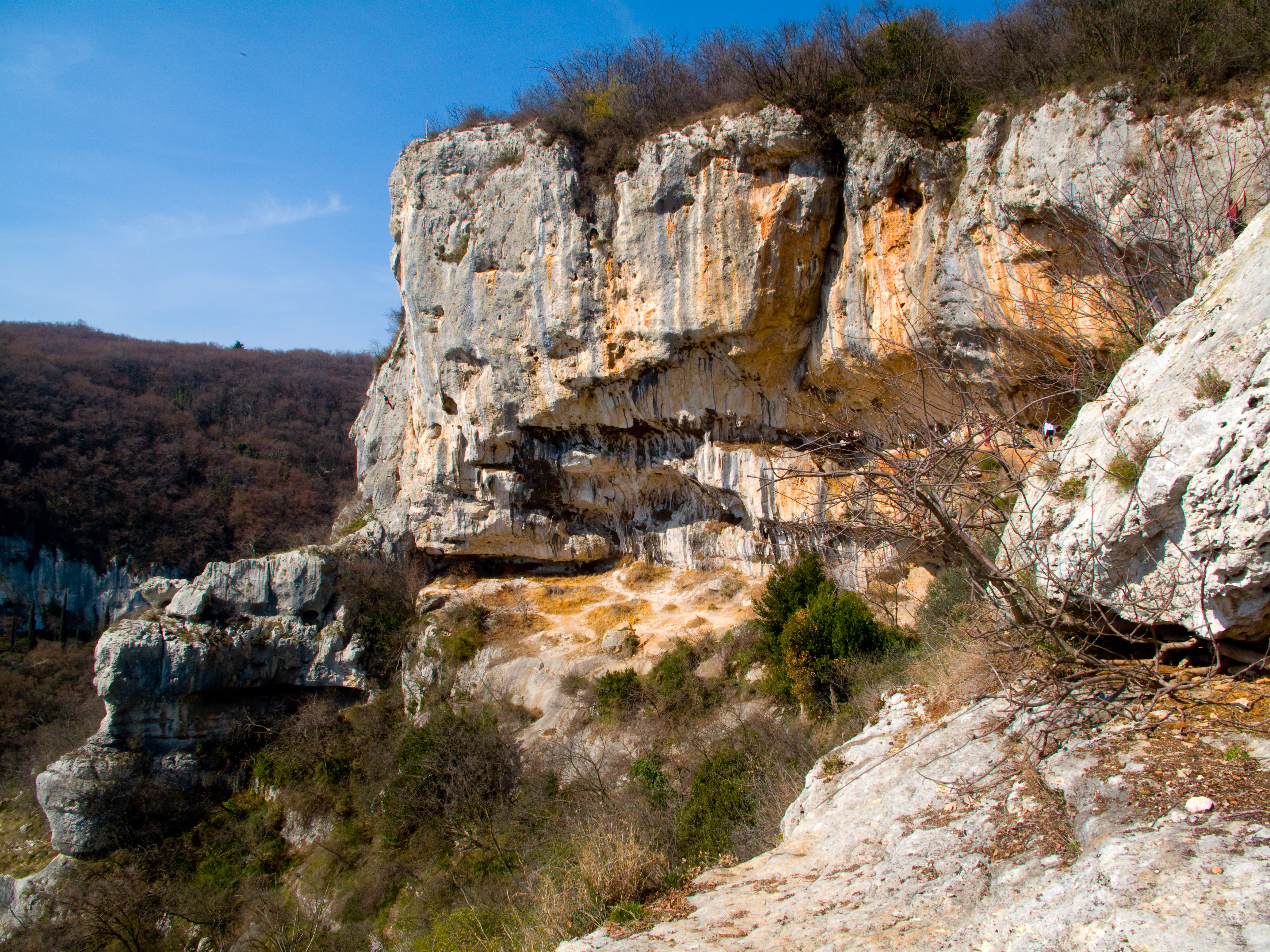
Covoli sulle colline di Lumignano
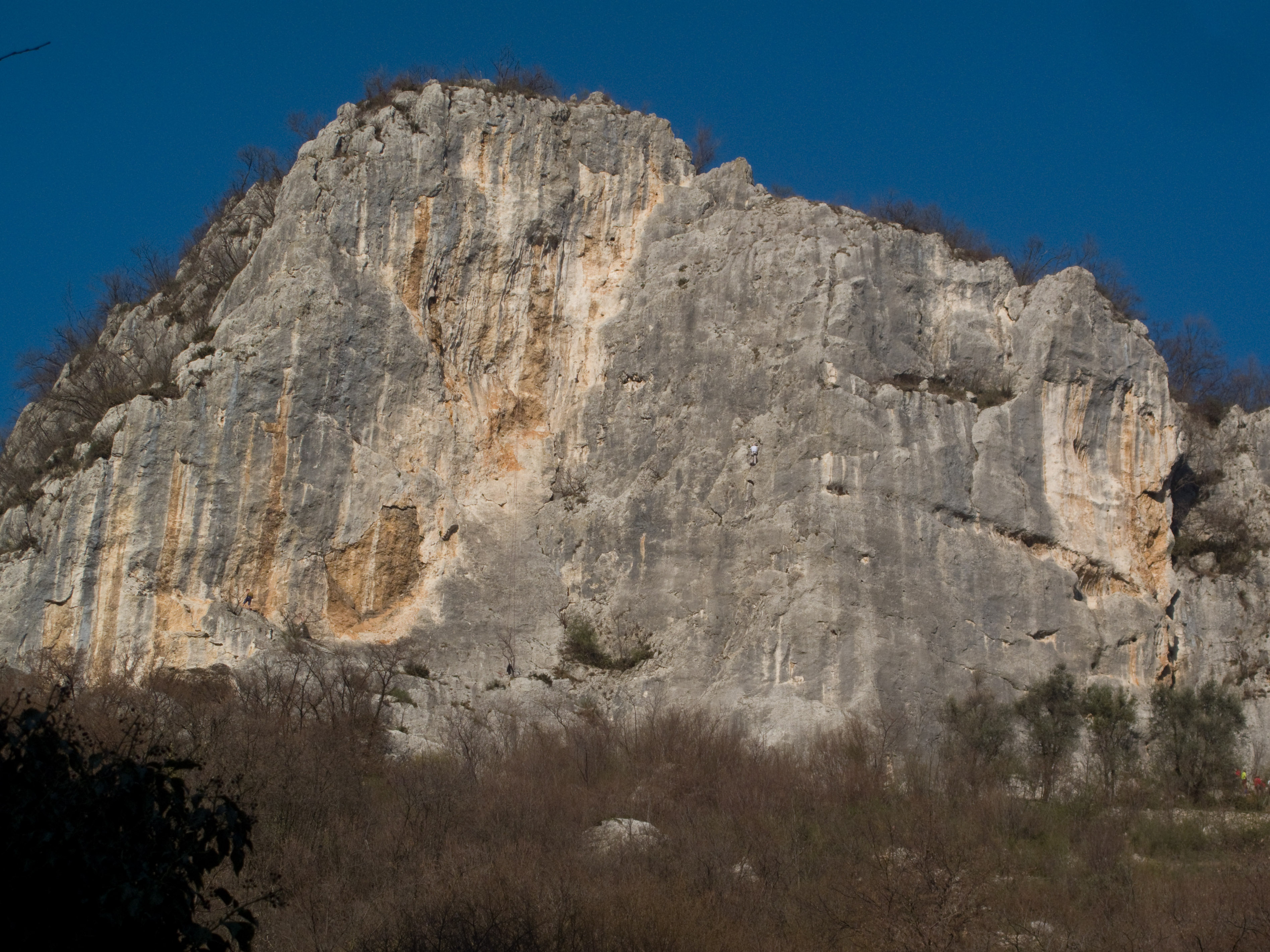
Palestra di roccia nel fianco del Monte della Croce
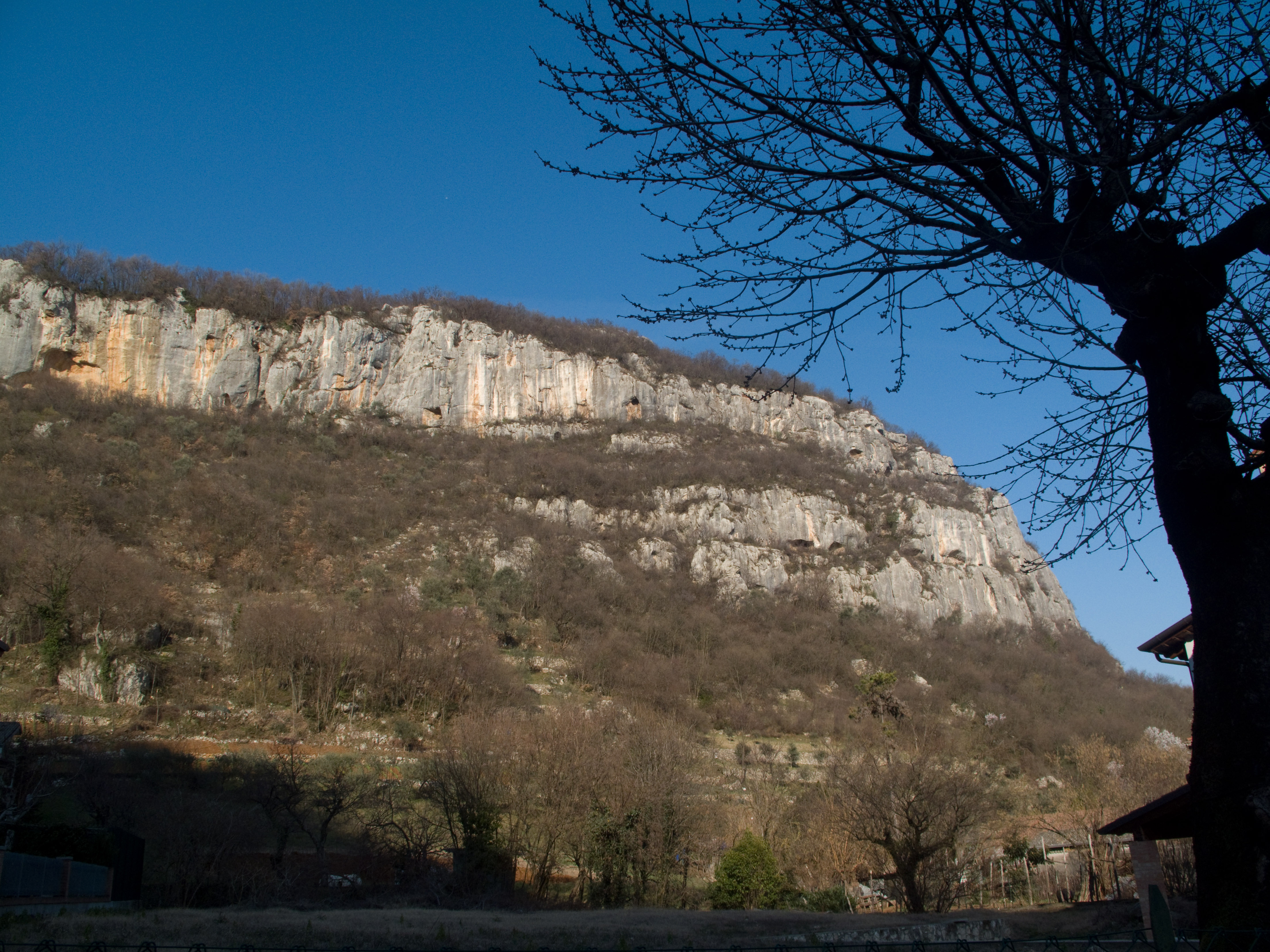
Palestra di roccia nel fianco del Monte della Croce

Grotta del Broion
Cavità-inghiottitoio di tipo carsico, che si apre sul versante meridionale del Monte Broion.
Grotta della Guerra e Grotta della Mura
Le due grotte si aprono alla base del monte Castellaro e sono collegate da una galleria artificiale. Vi sono stati ritrovati manufatti tardo – neolitici e alcuni oggetti di bronzo che fanno pensare ad una frequentazione della grotta nell'età del Ferro.
"Sasso de Lumignan"
È un grande masso caduto decenni fa e fermatosi nella zona "alta" del paese.
Sentieri
Gli antichi sentieri che si dipartono dalla località o nei suoi dintorni, sono stati risistemati, dotati di segnavia e inseriti in un circuito turistico ben evidenziato ed apprezzato dai numerosi escursionisti.

## Economia
Anche se la maggior parte degli abitanti è attualmente impiegata nel settore dell'industria, l'agricoltura ha ancora un'importanza rilevante. Famosi sono i locali piselli dal gusto dolce, noti come bisi di Lumignano, conosciuti e apprezzati anche dai Dogi veneziani cui venivano inviati il 25 aprile, quali primizia per la festa di San Marco.